# Запряжна їзда

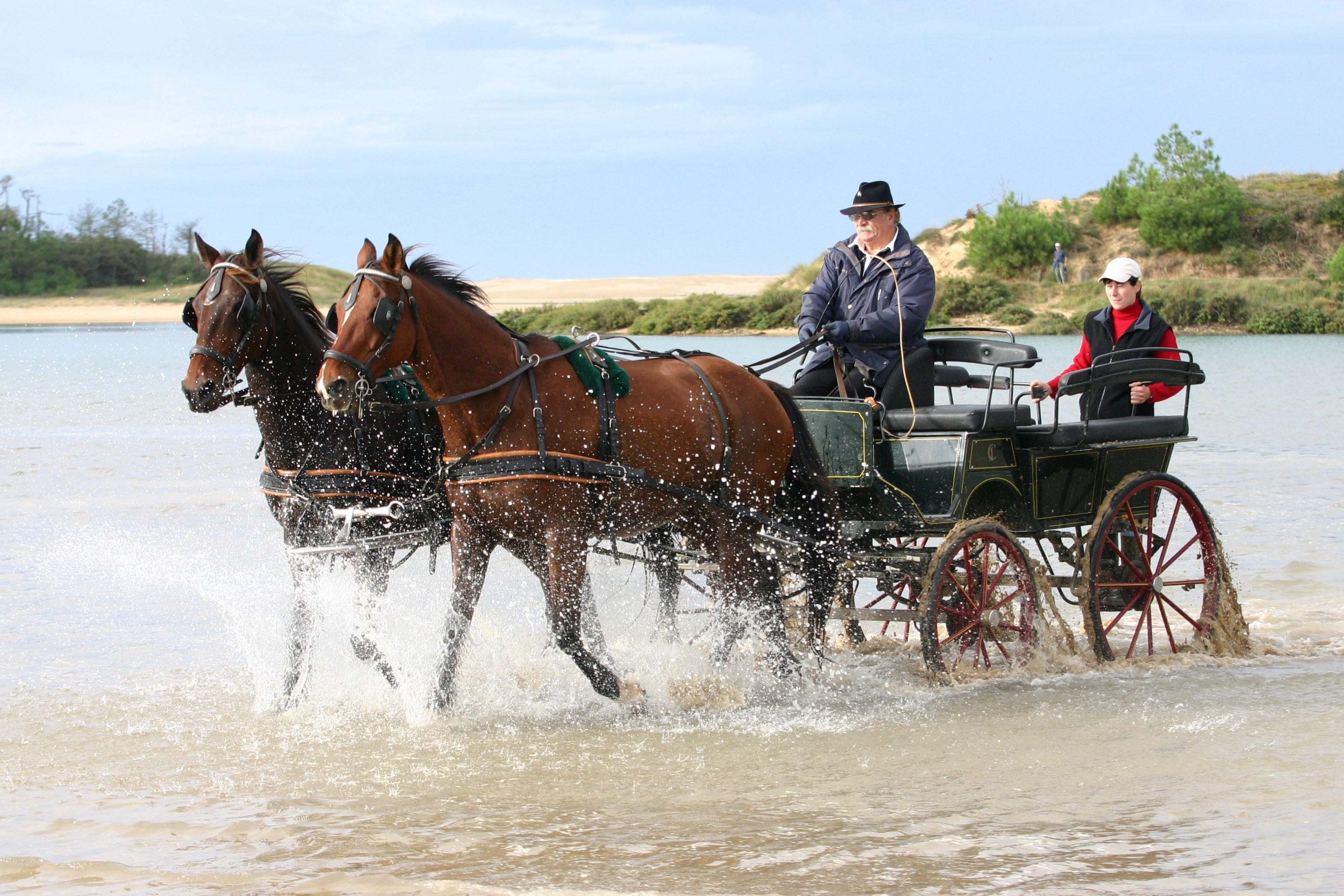
Запряжна їзда в парі

Запряжна їзда — вид кінного спорту визнаного  FEI (Міжнародною федерацією Кінного спорту).
Запряжна їзда складається змагань спортивних екіпажів, що складаються з одного, двох або чотирьох коней та їздового з коноводом. Спортивні екіпажі спеціально зроблені для цього виду спорту, мають дискові гальма коліс та гальма поворотного диску на 4 колісних моделях . 

## Вправи
Змагання складаються з трьох вправ: 
- Виїздка. Маршрут вивчений на пам'ять що складається з манежних фігур (коло, діагональ, заїзд…). Оцінюється стиль, імпульс (бажання рухатись вперед), якість алюрів, техніка керування, загальний вигляд. Майданчик має бути 40 × 100 м або 40 × 80 м мінімум.
- Марафон: вправа на час, складається з різних частин, кожна з яких дозволяє оцінювати екіпаж на пересіченій місцевості його швидкість, керованість, потужність коней. Є частини марафону по дорогах з вільним алюром (способом пересування коней), або передбаченим алюром (ступа, клус), інші частини марафону обладнані штучними або природними перешкодами від 5 до 8 де час фіксується окремо.
- Керованість. Вправа відбувається на майданчику з 16-20 ворітцями, що позначені похилими конусами з рухомими м'ячиками на верхівках. Ґрунт має бути досить міцним. Як в конкурі, штрафні очки нараховуються за зруйнування брами (падіння м'ячика) або перебільшення контрольного часу.

Клубні змагання можуть складатися лише з двох вправ. 
ТРЕК (TREC) у запряжці складається з змагання з орієнтування 15-22 км та змагання на пересіченій місцевості з 16-ма перешкодами, що можуть зустрітися під час пересування на відкритій місцевості. 

## Види запрягу
Існують різні способи запрягання коней: одинарна, пара, цуг, четверик та інші. 
| Назва            | Вигляд | Опис |
| ---------------- | ------ | --- |
| Одинарна         |        | Кінь у голоблях                                                                                                 |
| Пара             |        | Коні поруч, розділені дишлем                                                                                    |
| Тандем           |        | Один за одним.                                                                                                  |
| Четверик         |        | Є дишель між другою парою коней                                                                                 |
| Цуг-шестерик     |        | Дуже складний вид запрягу (аналогічний парі)                                                                    |
| Фронтальна       |        | |
| Російська трійка |        | Клусак посередині. Пристяжні, що йдуть чвалом по боках.                                                         |
| З форейторами    |        | Лівий кінь під сідлом з форейтором, без машталіра. Звичайний у Королеви Великої Британії, але з 3 парами коней. |

## ТРЕК запряжний
ТРЕК запряжний це варіант ТРЕКа верхового. Дисципліна, що імітує ситуації від час пересування запряжки пересіченою місцевістю.

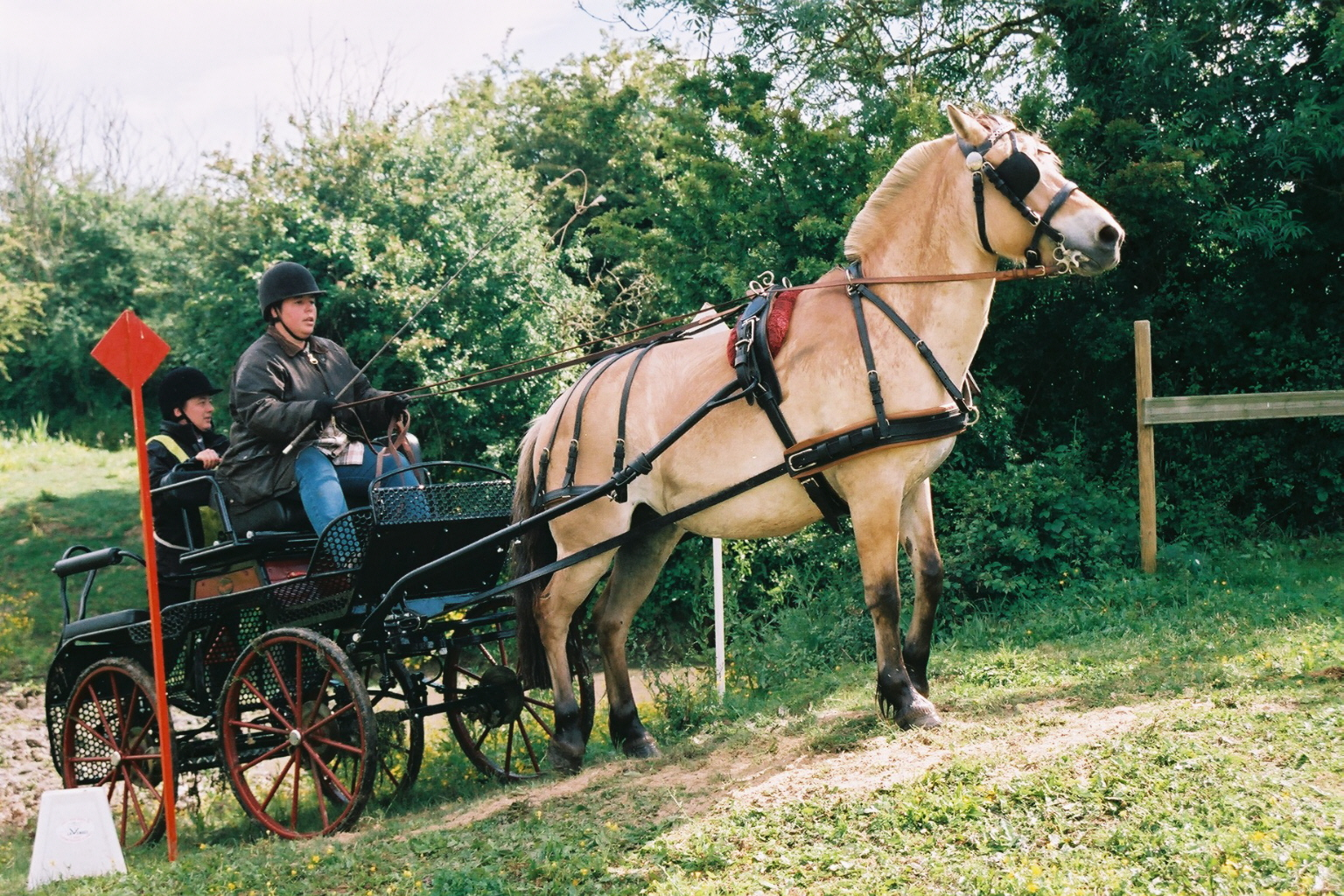
Зупинка на схилі без гальмування
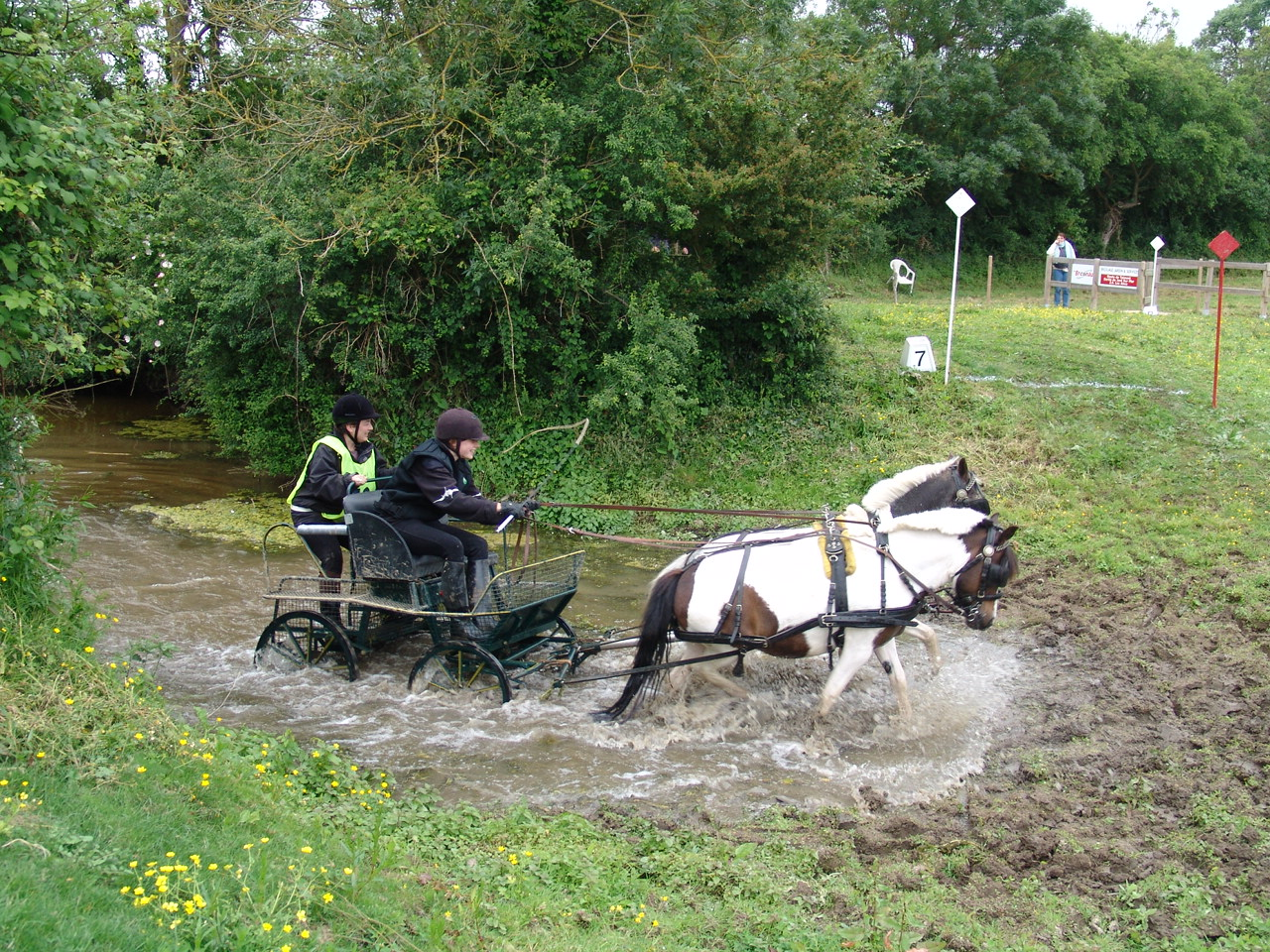
Прохід броду
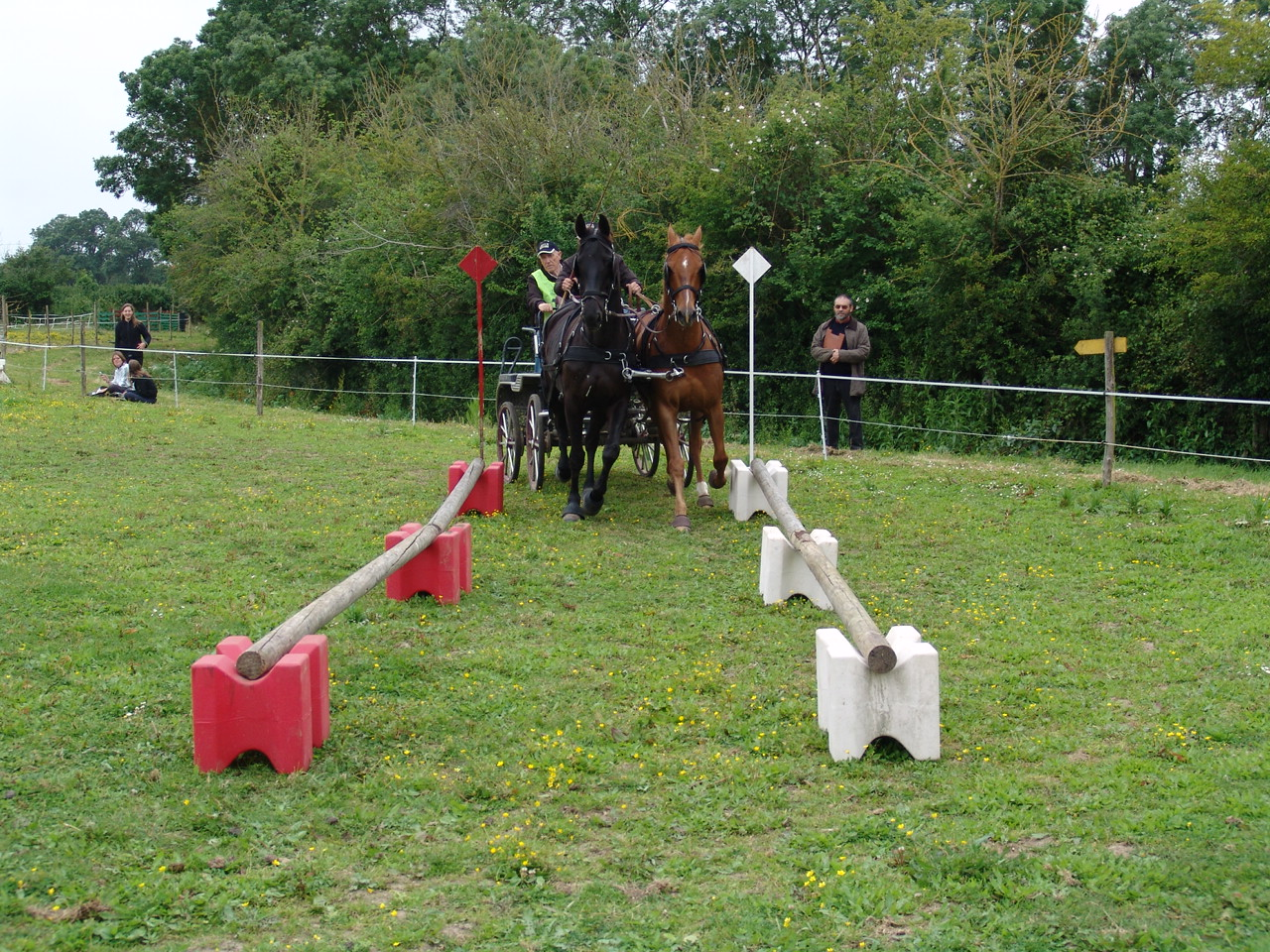
Прохід між паралельними брусами
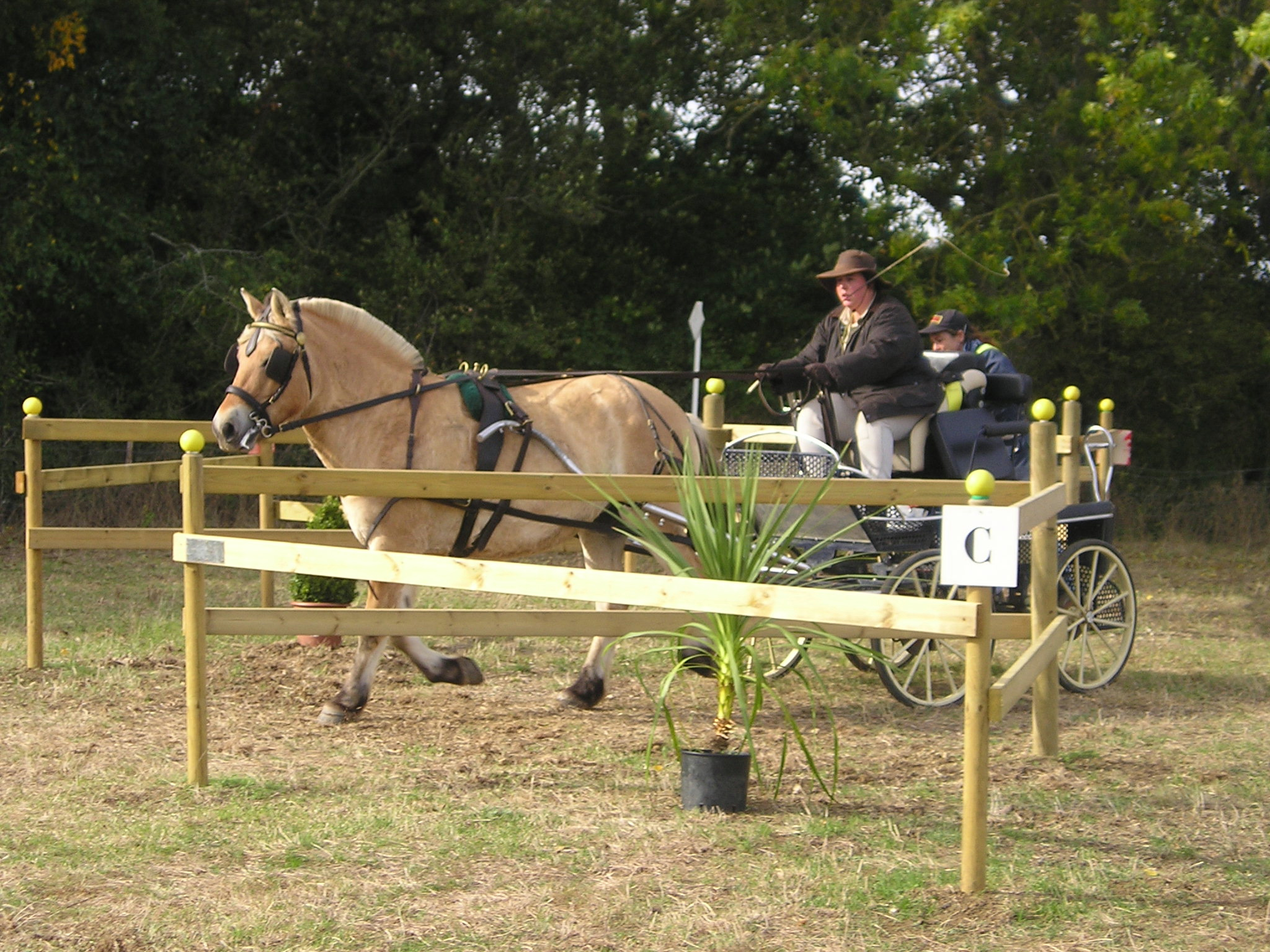
Перешкода «трійзіллям»

## Зовнішнє посилання
- Attelage. Архів оригіналу за 25 квітня 2019. Процитовано 25 квітня 2019. (фр.)